# Nysterbach

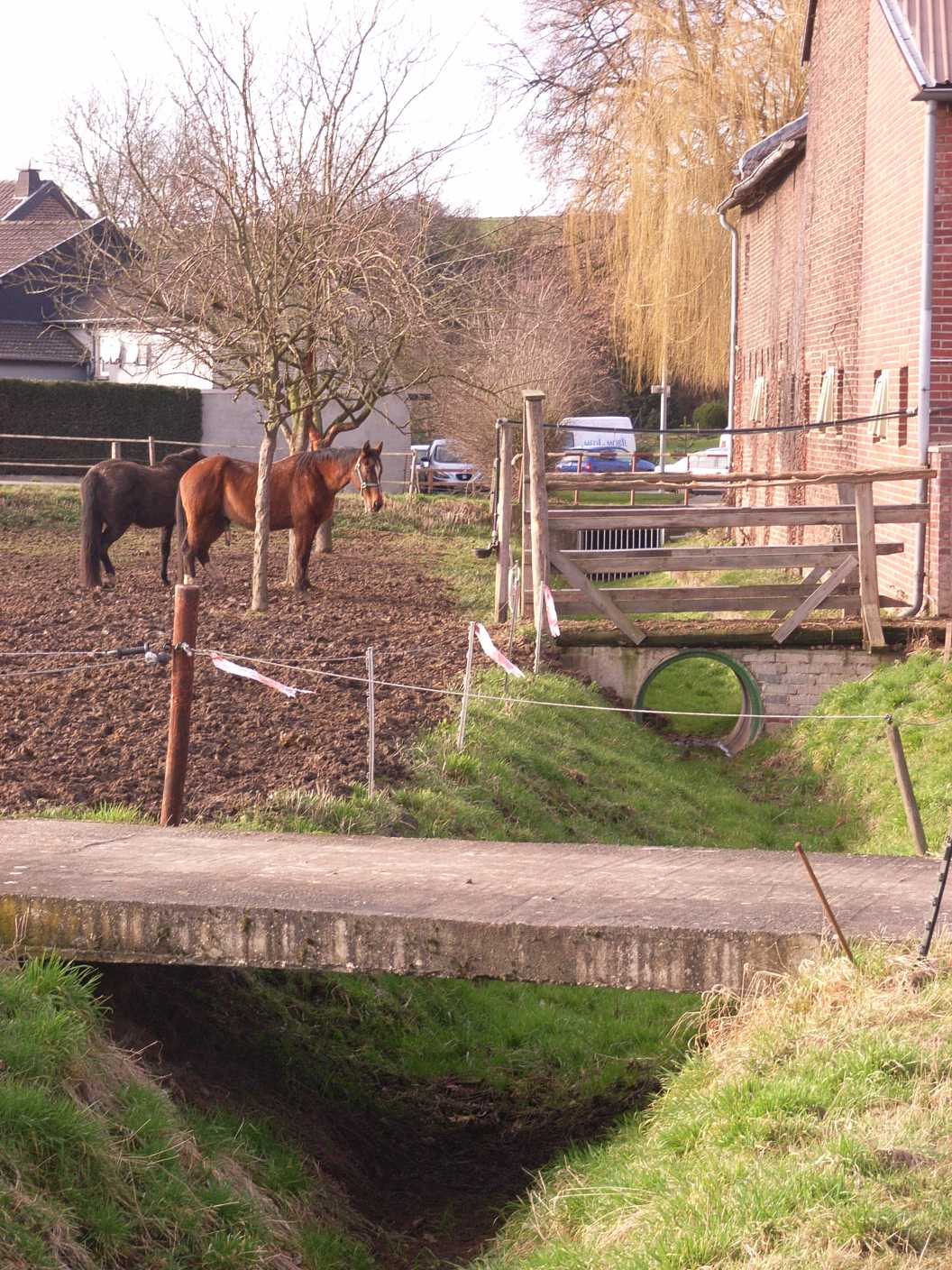
Trockener Bachlauf vor der Kanalisation in Lövenich

Der Nysterbach (in Baal  auch Baaler Bach oder Mühlenbach genannt) ist ein gut zehn Kilometer langer Wasserlauf / Entwässerungsgraben und ein rechtsseitiger Nebenzufluss der Rur im südlichen Stadtgebiet von Erkelenz und Hückelhoven. Durch die Grundwasserabsenkung des Tagebaus Garzweiler führt der frühere Bach äußerst selten und auch nur etwa ab dem unteren Baaler Bereich Wasser.

## Geographie

### Verlauf
Ursprünglich entspringt der Nysterbach im Erkelenzer Ortsteil Katzem. Von dort verläuft der begradigte Bachlauf parallel zu einem Fahrradweg unterhalb von Kleinbouslar. Zwischen Katzem und Lövenich befindet sich eine frühere Kläranlage und ein größeres Regenwasserrückhaltebecken am Hötzelenberg. In  Lövenich verschwindet der Wassergraben direkt am Gasberg in einem Kanalrohr und kommt nur an kurzen Abschnitten im Dorf zum Vorschein. Am Ortsende findet sich eine Wasseraufbereitungsanlage und ein Wasserzufluss. Gleichwohl führt der Bach im Waldgebiet des Bruches zwischen Baal und Lövenich erst im unteren Bereich der früheren Ophover Mühle und unterhalb des Haberger Hofes wieder Wasser. Hier mäandert er durch eine sumpfige Waldniederung. Als Baaler Bach durchfließt er sodann das Ortszentrum von Baal und die Rurauen zwischen Gut Gansbroich, den Gütern Groß- und Kleinkünkel, sowie entlang  Gut Grittern bei Doverhahn in Richtung Hückelhoven. Noch vor der Hilfarther Brücke mündet er schließlich in die Rur.

### Zuflüsse
- Zufluss vom Helenenhof (rechts), 1,4 km
- Abschlagsgraben aus Lövenicher Graben (links), 1,3 km
- Doverener Bach (rechts), 4,3 km

## Mühlen
In Baal trieb der Bach z. T. noch bis in die Mitte des 20. Jahrhunderts mehrere Wassermühlen an. Während von Ophover Mühle am Ophover Hof heute nur noch frühere Mühlteiche zeugen und die Ölmühle am alten Bahnhof bereits 1950 abgerissen wurde, existieren noch die Gebäude der Mittelmühle im Ortskern und der Pletschmühle am westlichen Ortsrand.

## Sonstiges
Der meist trockene Wassergraben hat heute immerhin eine identitätsstiftende Funktion als Namensgeber für die Nysterbachschule und den Volkstheaterverein „Nysterbachbühne“ in Lövenich sowie für die Mühlenbachschule in Baal.

## Bilder

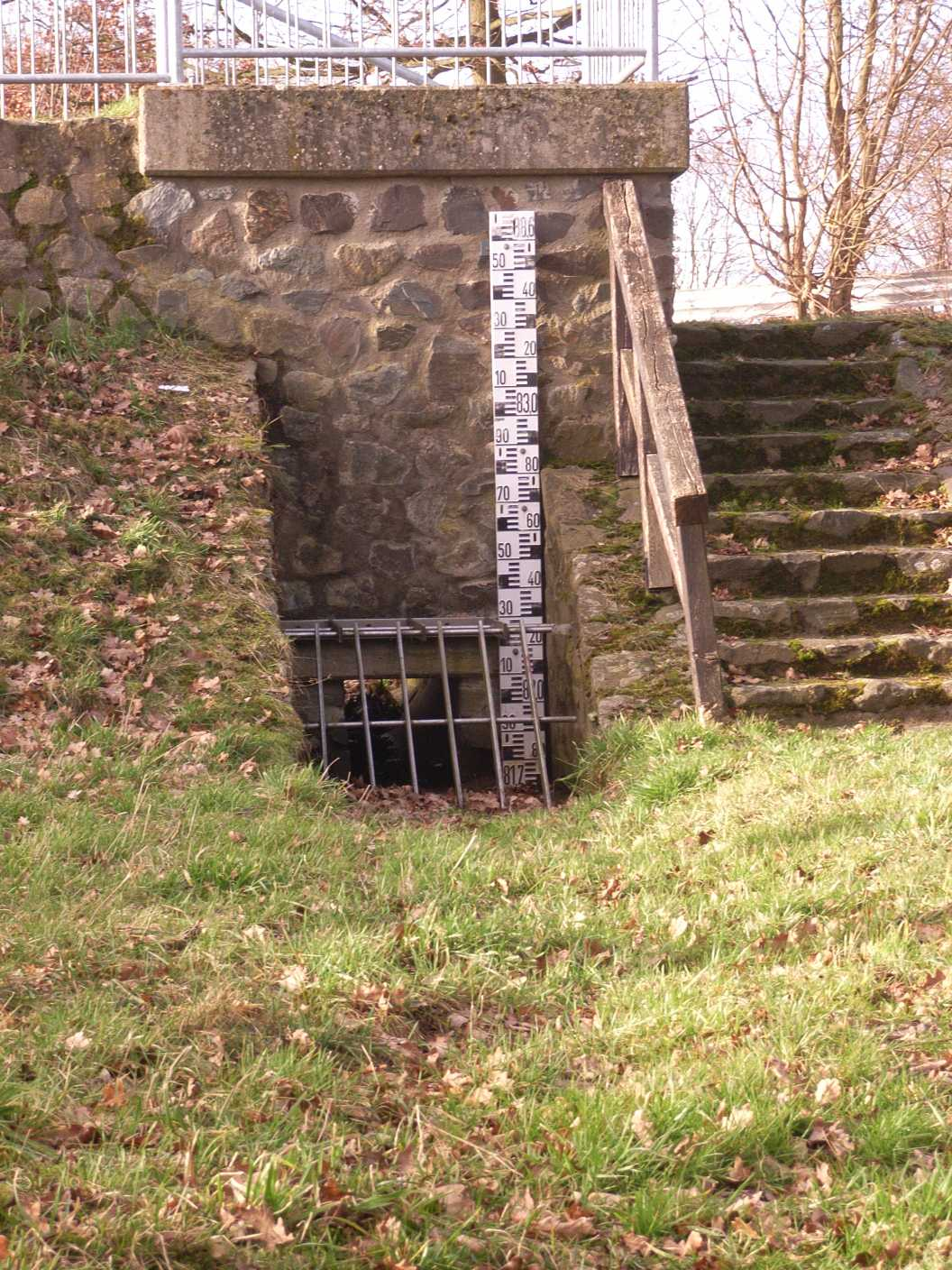
Hochwassermesslatte zwischen Katzem und Lövenich
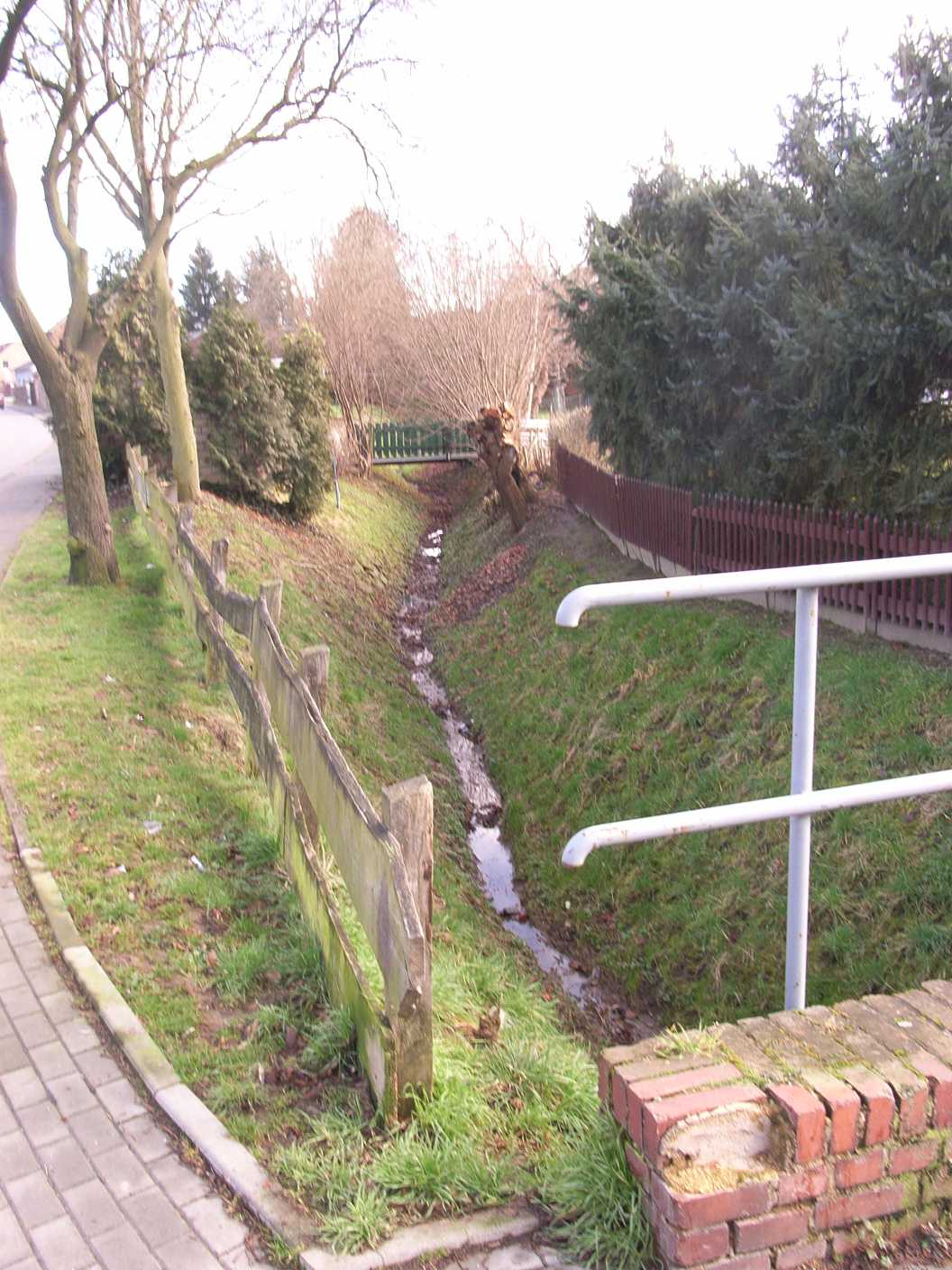
offenerBachabschnitt in Lövenich
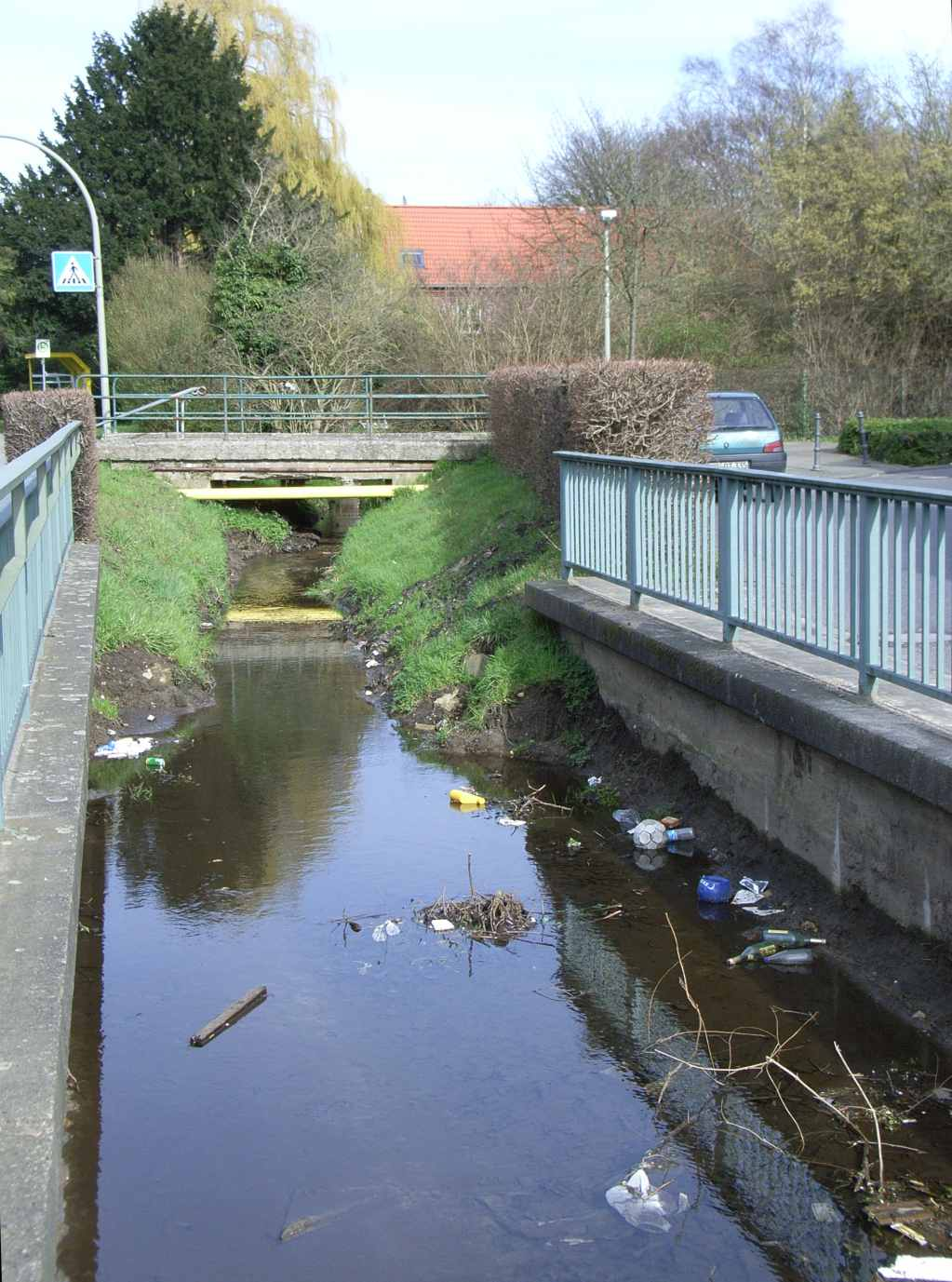
Bachverlauf in Baal hinter der Mittelmühle
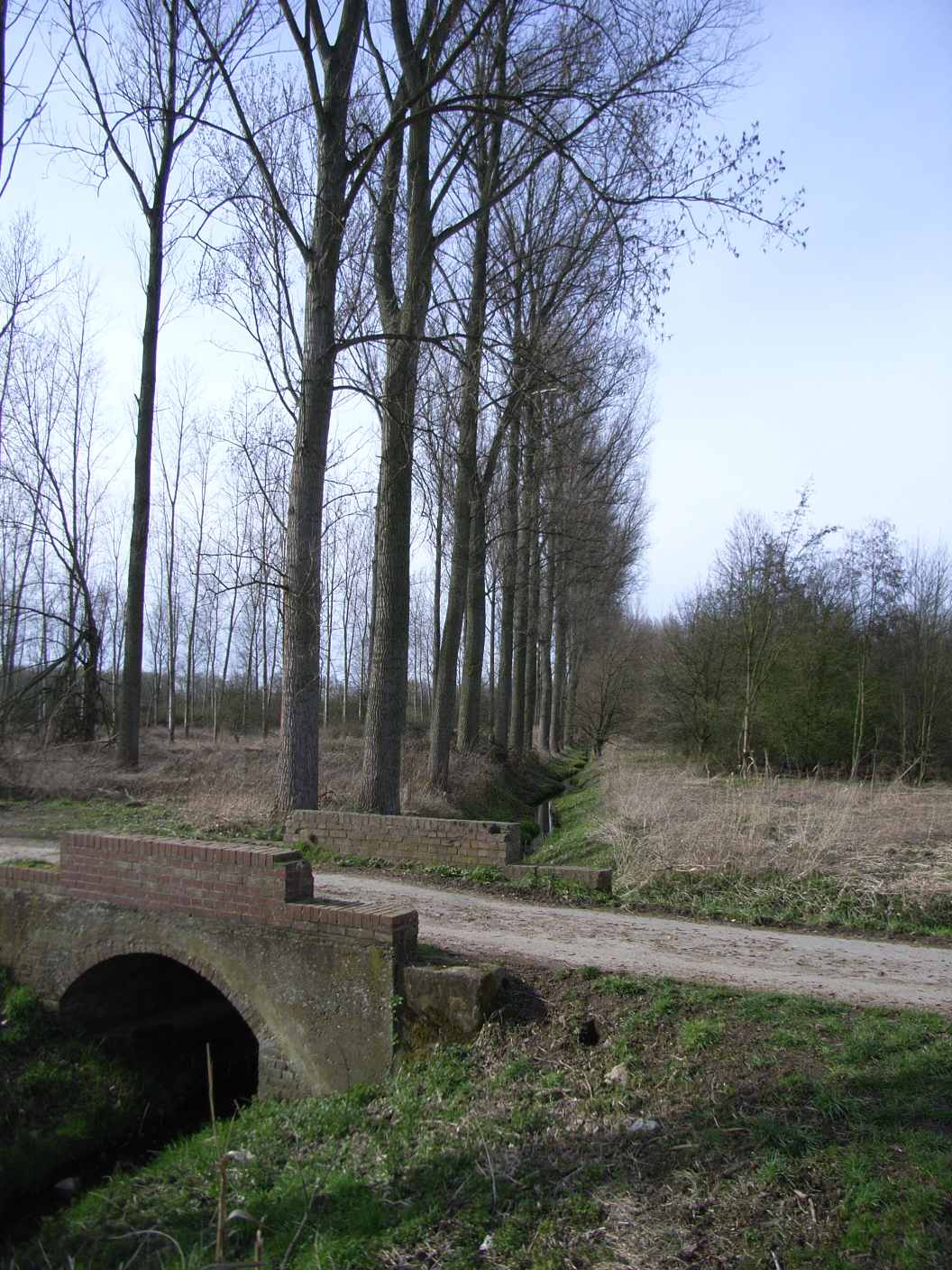
Baaler Bach bei Gut Gansbroich